# Jurinea polyclonos
Jurinea polyclonos — вид квіткових рослин з родини айстрових (Asteraceae).

## Біоморфологічна характеристика
Це багаторічна рослина 20–80 см. Кошики дрібні, численні, в китицеподібних суцвіттях; їх обгортки чашоподібні, 10–11 мм. Квітне у червні — серпні.

## Поширення
Росте у Європі: Казахстан, Росія, Україна.
В Україні вид росте на пісках та супісках — у Лівобережному Степу, спорадично.